# Gaston Durmon
Gaston Félix Durmon, né le 6 avril 1895 à Tunis, et mort le 3 juin 1993 à Nice (Alpes-Maritimes), est un aviateur français.

## Biographie

### Carrière militaire
Lorsque la Première Guerre mondiale éclate, Gaston Durmon a 19 ans. Il est mobilisé immédiatement. Durant ce premier conflit, il effectue son baptême du feu au sein du 1er régiment du génie. C'est pendant la bataille des Dardanelles qu'il est blessé, lors d'un combat contre les Turcs.
Rétabli, il parvient à réaliser son rêve : rejoindre l'aviation. Sous les ordres de Victor Denain, il intègre une escadrille de l'Armée française d'Orient. Mitrailleur, puis observateur, il est breveté pilote militaire en mai 1918.
De retour en France, il est affecté dans la Marne, sur SPAD XIII, à l'escadrille SPA 165 (GC 11), créée en septembre. Cette formation de chasse pure, surnommée « les chats huants », est alors commandée par le lieutenant Jean Romatet. Gaston Durmon prend part à de nombreux engagements contre l'aviation allemande. Les annales militaires rapportent qu'un jour, en compagnie du sous-lieutenant Alain Gerbault, il doit se défendre contre un groupe de neuf Fokker ; lutte acharnée dont les SPAD se tirent avec les honneurs du combat, les plans transpercés par des giclées de mitrailleuses.
Lorsque la guerre se termine, s'il n'a aucune victoire aérienne homologuée à son actif, Durmon est lieutenant de réserve, titulaire de la Médaille militaire, de la Croix de Guerre 1914-1918 avec une citation, de la Médaille commémorative des Dardanelles, d'une blessure de guerre, et il n'a qu'un seul but : rester au service des Ailes de France.

### Carrière civile

#### L'entre-deux guerres
Le 15 août 1921, il entre comme pilote de ligne à la compagnie franco-roumaine de navigation aérienne, créée un an plus tôt pour desservir l'Europe centrale. Gaston Durmon est affecté à la ligne « la plus longue et la plus difficile» : Paris - Strasbourg - Prague - Vienne - Budapest - Belgrade - Istanbul - Ankara, soit 2 700 kilomètres. Le pilote fait, à plusieurs reprises, les titres de la presse en 1922, pour avoir franchi la Forêt-Noire sans visibilité, et posé sa « berline » Blériot-SPAD S.33 sans encombre sur le terrain du Polygone (Strasbourg-Neuhof), avec trois Américains et un responsable de la compagnie à bord,. Les appareils qui évoluent sur ce parcours portent le nom générique de la ligne : « Flèche d'Orient ». Paul Morand en fera le titre d'un de ses romans, après avoir voyagé quelquefois avec Maurice Noguès ou Gaston Durmon.
Sur trimoteur Caudron C.61, entre Belgrade et Bucarest, il réalise les premiers courriers de nuit.
Dans le courant de l'année 1924, il est cité dans le cadre d'une importante étude sur la sécurité aérienne, par Jacques Mortane.
La Franco-roumaine devient la Compagnie internationale de navigation aérienne (CIDNA) le 1er janvier 1925.
À partir de 1926, il adhère à l'Union des pilotes civils de France, puis appartient aux « pilotes notables de l'aviation marchande », remarqué sur le trajet Strasbourg - Prague, avec ses 2 456 heures de vol.
Il devient membre de l’Ordre national de la Légion d'honneur, nommé Chevalier comme « pilote aviateur à la CIDNA »,,.
Gaston Durmon est promu chef-pilote en 1927, succédant ainsi à Maurice Noguès.
Le 5 novembre 1929, son expérience lui permet de se poser sur un sommet des Vosges. Parti du Bourget avec un opérateur radio et un passager, sur Fokker F.VII monomoteur Jupiter et par visibilité très faible, il survole Strasbourg sans visibilité. L’atterrissage est impossible. Seul le Donon émerge de la brume et l'équipage est à court de carburant. Une très faible vitesse et la configuration particulière du train de l'appareil lui permettent de poser l'avion au Champ du Feu.
Il est également pilote « d'essais constructeur » en tant que contractant individuel. En 1931 par exemple, pour Yvan Makhonine, il teste au Bourget et à Villacoublayle Mak.10 ou M.10, premier aéroplane à géométrie variable de l'histoire de l’aviation.
Le 18 mars 1932, Gaston Durmon, chef pilote de la CIDNA, est promu « Officier, au titre du personnel navigant, avec 5 600 heures de vol » dans l'Ordre national de la Légion d'honneur.
Fin 1932, la journaliste Odette de la Villatte l'accompagne sur le parcours Strasbourg - Prague, et publie un récit de voyage sous le titre « Flèche d'Orient ». 
Il fait la première page de journaux en 1933, pour un périlleux sauvetage matériel. Le 26 août, sur un trajet postal nocturne Paris - Marseille, le moteur droit de l'avion prend feu. Ayant ordonné au radio-navigant de 27 ans Henry Roger de sauter en parachute entre Moulins et Digoin, Durmon va parvenir à rejoindre Bron et à poser l'appareil avec un moteur hors service, privé d'hélice,,.  
Lors de la création de la Société centrale pour l'exploitation des lignes aériennes (SCELA), le 19 mai 1933, par l’agrégation de la CIDNA avec Air Union, Lignes Farman et Air Orient, Gaston Durmon conserve son titre de chef-pilote. La SCELA est un montage juridique et financier, un régime transitoire, pour isoler des réserves légales et statutaires, tout en contrôlant la distribution des dividendes de ses organes. Son unique but est d'engendrer une compagnie nationale, sur le modèle néerlandais ou allemand, en rachetant les stratégiques actifs de la Compagnie générale aéropostale, en dépôt de bilan depuis 1931. Cette entité vivra un peu plus de trois mois. Le 31 mai le consortium de ligne est réalisé. Actée devant notaire le 17 août, la fusion avec les précurseurs produit des statuts synthétiques le 30 août 1933 et la SCELA n'a plus de raison d'être. La compagnie aérienne Air France est née. Gaston Durmon sera maintenu dans ses responsabilités par la toute nouvelle société nationale d'économie mixte. 
Le 8 septembre 1933, honorant une invitation du gouvernement des Soviets, M. Pierre Cot, ministre de l'Air, se rend à Moscou via Kiev. Il est accompagné par des membres de son cabinet. La délégation voyage à bord de trois avions des plus récents : un trimoteur Dewoitine piloté par Marcel Doret, un trimoteur Wibault commandé par Gaston Durmon et un colonial Bloch, conduit par l'adjudant-chef Raynaud. Au retour, il devient le pilote d'Albert Lebrun, dernier Président de la Troisième République Française. 
L'année 1934 marque son accession à un cercle nouvellement créé par la compagnie nationale, pour honorer ses pilotes les plus méritants : les « millionnaires de kilomètres ». L'évènement est particulièrement médiatisé à partir du 25 juillet,,,,,. En février 1935, il est admis dans un autre cercle restreint, celui du comité de direction de l'Aéro-Club de France. 
La presse n'hésite pas à écrire que « la valeur du chef-pilote d'Air France n'a d'égale que sa discrétion et sa modestie » : c'est à lui que sont confiés, en général, les premiers vols des appareils de la Compagnie, après les essais constructeur. Ses responsabilités sont détaillées comme suit: 
« Chargé de l'entraînement et du perfectionnement des pilotes, de la surveillance des vols et du contrôle des tours de départs, de suivre l'instruction des pilotes stagiaires. Chargé spécialement des questions intéressant le matériel : essai du matériel en service, en particulier après les visites périodiques et les essais d'endurance des appareils nouveaux en exploitation.»
Il établit plusieurs records de vitesse en 1936, comme sur Paris-Madrid ou Paris-Bagdad via l'Europe centrale. Mais l'ère des constructions en bois s'achève. Après les Wibault et les Potez, il prend les commandes des premiers Bloch MB-220 et de l'unique Breguet 470 T Fulgur, tout en aluminium. C'est à bord de ce dernier appareil, présenté au public pour la première fois lors de l'Exposition universelle de 1937, que Gaston Durmon, accompagné par le célèbre Michel Détroyat et Louis Agnus (mécanicien radio-navigant, également membre du club des millionnaires) tente « Paris-Saigon-Paris », la plus longue course aérienne du monde, le 25 octobre 1936 depuis Le Bourget-Dugny,,,,,,. Trois équipages prennent le départ, aucun n'atteindra l'arrivée. À la suite d'une panne de carburant et d'un atterrissage forcé dans la région de Corinthe, le Breguet Fulgur partit favori et en tête,, sera de retour en France le 30 octobre.  
En 1937, la présence de Gaston Durmon est relevée lors du gala Mermoz, réception officielle d'hommage organisée en marge de l'exposition universelle, ainsi qu'à la cérémonie commémorative du Bourget, un an après la disparition de l'« archange »,.  
1938 consacre le réseau Air France à la troisième place mondiale, avec 259 appareils en service régulier et plus de 100 000 passagers transportés. Gaston Durmon totalise, fin mars, environ 10 400 heures de vol et 1 660 000 km.  
En plus des vols d'inspection et de reconnaissance qui lui sont confiés, son professionnalisme le désigne pour les missions les plus délicates. Il pilote les avions à bord desquels Édouard Daladier et ses collaborateurs font les traversées de Paris à Londres, et se rendent de Paris à Munich, pour préparer et participer à la Conférence de Munich des 29 et 30 septembre 1938. C'est à l'occasion du retour de Munich, qu'il franchit la barre des 1,8 million de kilomètres.   
À bord de l'avion gouvernemental Bloch MB.220 F-AOHJ "Poitou", il gère les déplacements de la plupart des hautes personnalités de la politique internationale jusqu'au 1er septembre 1939.

#### Seconde Guerre mondiale
La déclaration de guerre, la mobilisation générale ou l'armistice ne modifient pas sa condition de pilote dévoué à Air France. Si, durant les premiers jours du conflit, le transport aérien de passagers et de marchandises est placé de fait sous l'autorité de la compagnie d’État, en vertu d'un traité appelé « accord amiable », les réquisitions militaires françaises et allemandes perturbent son fonctionnement de façon notable. Les lignes vers l'Angleterre et les colonies (Afrique et Extrême-Orient) sont maintenues mais, le 25 juin, tous les avions de la compagnie se retrouvent cloués au sol, et les services de la compagnie sur les routes. Le Bourget est évacué, ainsi que les sièges sociaux des rues Marbeuf et Auber, dans un premier temps vers Tours, puis vers Bordeaux pour l'aéroport, et Carcassonne en ce qui concerne la Direction Générale.  
À partir de l'été 1940, Air France est administrée par l'État français (dit Régime de Vichy) et son siège social est transféré à Marseille (Zone Libre). La quasi-totalité des services extra-européens est interrompue, et une restructuration commence. Au sortir des réquisitions, Air Bleu est absorbée. Gaston Durmon est plus sollicité que jamais. En effet, bien que sous administration militaire dès le 11 juillet 1939, la compagnie gère également les Services Civils de Liaisons Aériennes  (SCLA) à la demande des officiels français. Simultanément, la desserte de la plupart des grandes villes de la Zone Libre est réactivée. La reprise de ces vols au départ de Marseille, ainsi que ceux vers les possessions françaises d'Afrique et d'Asie, est effective au mois d'août. 
La Régie Air Afrique, puis Air France Transatlantique passent sous le contrôle d'Air France en 1941. Gaston Durmon ne cesse de voler, et se rapproche des pilotes qui n'ont pas quitté la France, avec lesquels il vole, pour certains, depuis les années 1920 (Michel Détroyat, Jean-Paul Châtelard…).  
Les gros titres des actualités lui seront à nouveau consacrés en 1941, à l'occasion d'un raid éclair vers Djibouti sur Amiot 370,,. À l'issue de celui-ci, il passe la barre des 2 millions de kilomètres, et est promu au grade de Commandeur dans l'Ordre national de la Légion d'honneur. La même année, il conduit M. Jacques Benoist-Méchin à Ankara . Il établit encore plusieurs fois la liaison Marseille-Djibouti pour acheminer des médicaments, de l'oxygène et des nouvelles (courrier, actualités filmées…),. 
Son activité ininterrompue et son absence de prise de position le rendent suspect à la Libération. Accusé de collusion avec Michel Détroyat, Jean-Paul Châtelard, Viot, Courtois ainsi qu'avec des industriels de Caudron et de la SNCAN dont certains ont collaboré avec l'occupant, il est arrêté en octobre 1944,. En raison de son obstination à se tenir éloigné de la chose militaire, de sa technicité, et faute de preuves, aucune charge n'est retenue contre lui : il est libéré de la prison de Fresnes.

#### L'après-guerre
En 1945, il a 13 720 heures de vol à son actif civil, et, de retour sur les lignes d'Air France, il hérite du surnom « Le Pacha »,, qui ne le quittera plus.
Gaston Durmon repose dans le caveau familial, au cimetière communal du Vésinet.

## Distinctions
- Chevalier de la Légion d'honneur[2],[10]
- Officier de la Légion d'honneur[18]
- Commandeur de la Légion d'honneur[52],[59],[60]
- Médaille militaire[2]
- Croix de guerre 1914-1918[2]
- Médaille commémorative des Dardanelles[3]
- Médaille du Mérite de l'Afrique Noire Française[52] (11 août 1941, Vichy)
- Prix du pilotage de ligne 1934[48]
- Diverses décorations étrangères et associatives (République Tchèque, Touring Club de France[61], Aéro-Club de France, etc.)